# Décines-Charpieu
Décines-Charpieu is een gemeente in de Franse Métropole de Lyon (regio Auvergne-Rhône-Alpes). De gemeente maakt deel uit van het arrondissement Lyon. Décines-Charpieu telde op 1 januari 2022 29.905 inwoners.
Het nieuwe voetbalstadion van Olympique Lyonnais, geopend in 2016, ligt in de gemeente.

## Geografie
De oppervlakte van Décines-Charpieu bedroeg op 1 januari 2022 17,01 vierkante kilometer; de bevolkingsdichtheid was toen 1.758,1 inwoners per km².
De gemeente ligt op 10 km ten oosten van het centrum van Lyon in de historische streek Velin. De Rize stroomt door de gemeente en ook het Canal de Jonage loopt door de gemeente.
Het meer Grand Large en het park Grand parc de Miribel-Jonage liggen deels in de gemeente.

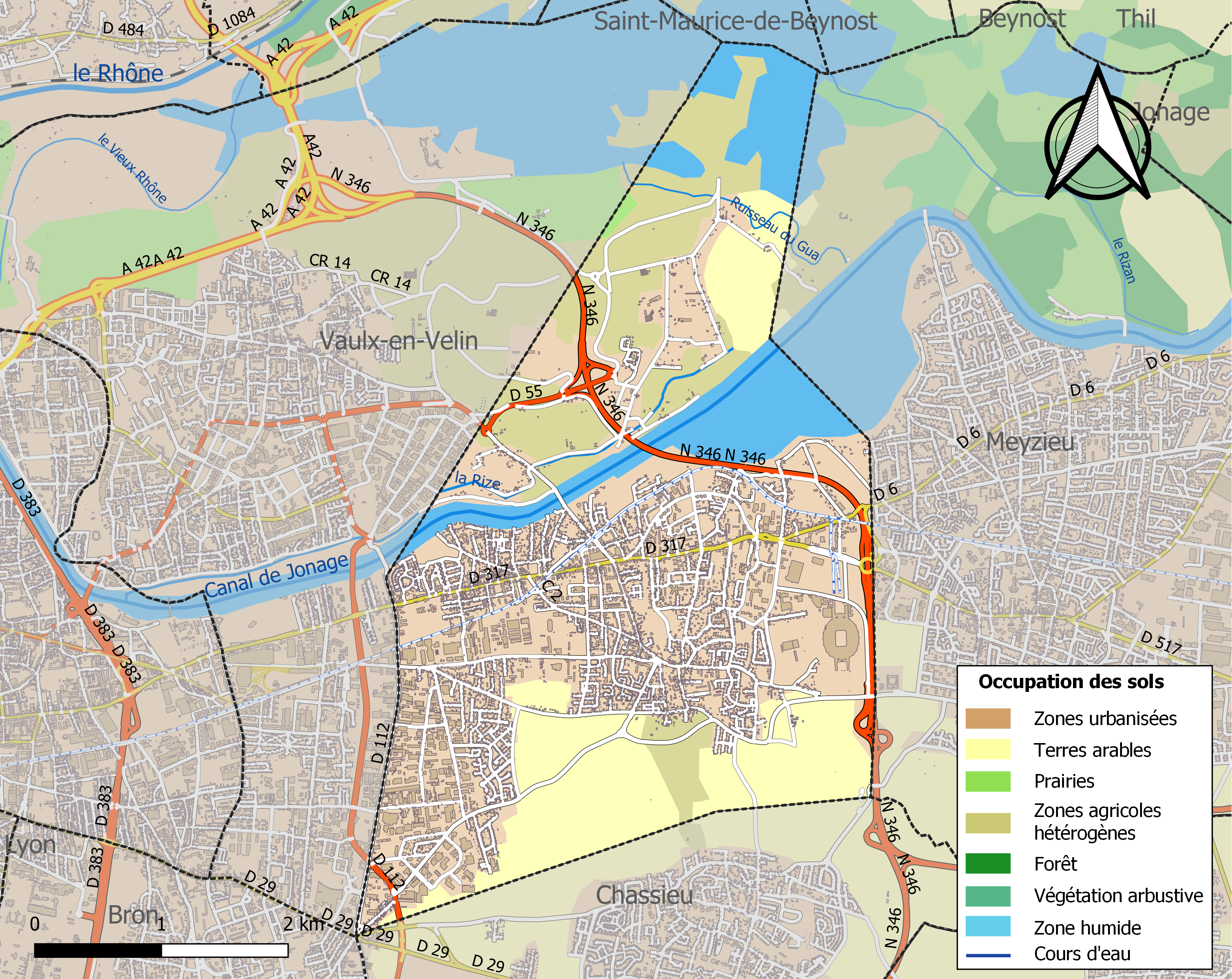
Kaart van de gemeente met de belangrijkste infrastructuur, bodemgebruik en omliggende gemeenten

## Demografie
Onderstaande figuur toont het verloop van het inwonertal (bron: INSEE-tellingen).

## Geschiedenis

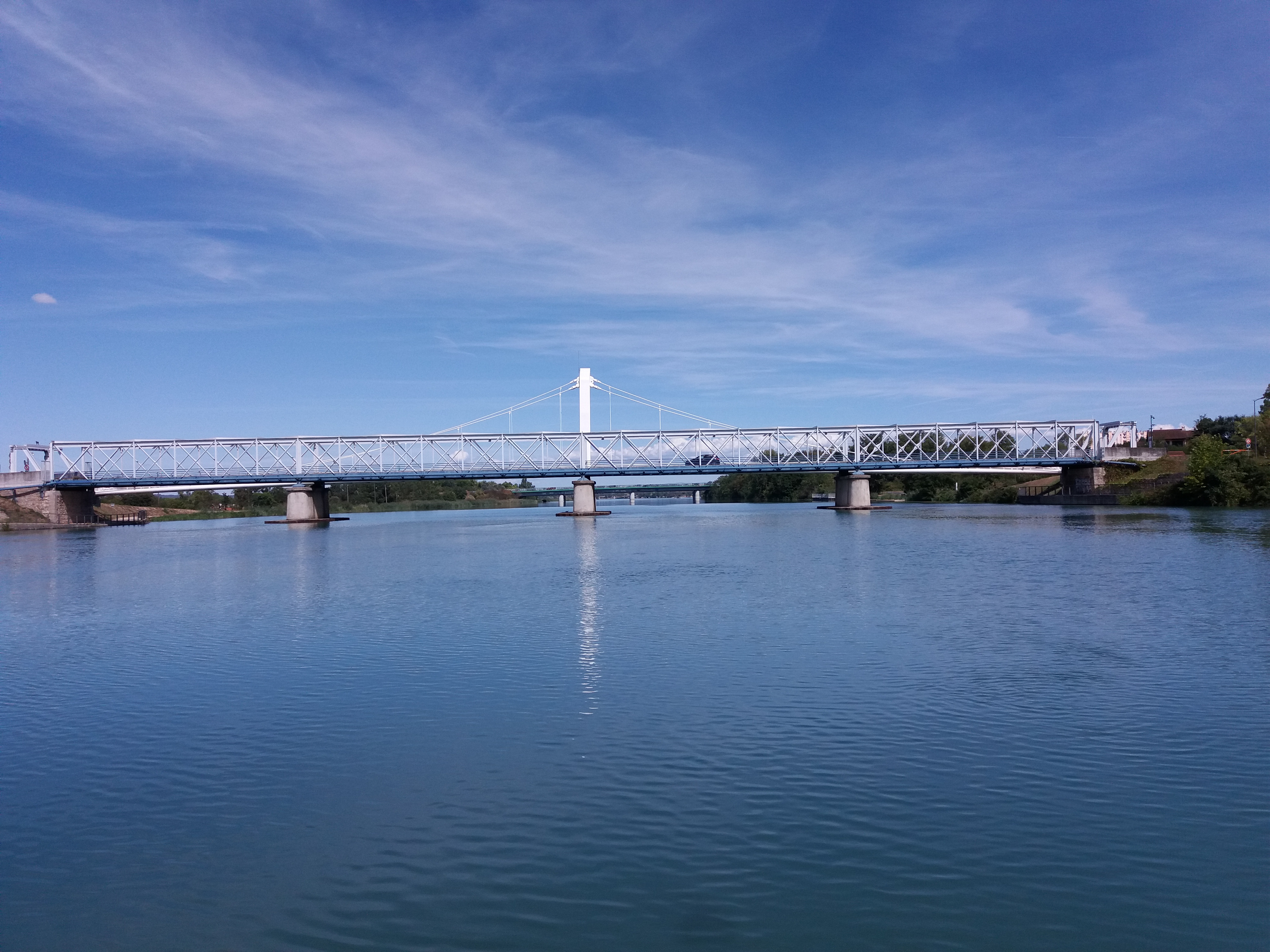
Brug over het Canal de Jonage

In de 11e eeuw werd het nu verdwenen houten mottekasteel van Moléron gebouwd.
Décines was in de 17e eeuw een parochie terwijl er in Charpieu een kleine priorij was. De twee plaatsen werden na de Franse Revolutie samengevoegd tot een gemeente. Tot het einde van de 19e eeuw was het een landelijke gemeente. Dit veranderde met de aanleg van de spoorweg (1881) en van het Canal de Jonage (1895) waarvoor veel arbeiders nodig waren. In de loop van de 20e eeuw werd de gemeente een deel van de stedelijke agglomeratie van Lyon. In de jaren 1920 werd de textielfabriek van de Société Lyonnaise de Soie Artificielle gebouwd. Deze fabriek sloot in 1959 maar in die periode vestigden zich nieuwe bedrijven in de gemeente (NORMACEM en SARB).
Tot 1968 behoorde de gemeente tot het departement Isère. Het ging daarna naar het departement Rhône en in 2015 naar Métropole de Lyon.

## Vervoer
De lijn T3 van de tram van Lyon loopt door de gemeente.

## Geboren
- Thierry Hupond (1984), wielrenner
- Rachid Ghezzal (1992), voetballer
- Malo Gusto (2003), voetballer